# Siegfried de Walcheren
Siegfried de Walcheren (c. 842-887) fue un caudillo vikingo de Walcheren, Neustria pero de origen danés, posiblemente activo una década antes que Rollo de Normandía con quien según historiadores contemporáneos mantuvo una relación cercana. Lideró un gran contingente, dirigiendo varias de sus incursiones, entre ellas la bien documentada incursión por el río Escalda partiendo de Gante en 881.
Siegfried y sus hombres participaron luego en la conquista de Inglaterra por el gran ejército pagano, comandado por tres hijos de Ragnar Lodbrok, a partir del otoño de 865. Después de la derrota en la batalla de Ethandun en 878 y la paz concluida con Alfredo el Grande, rey del reino de Wessex, muchos vikingos del Gran Ejército se reunieron en 879 en Fulham, en la desembocadura del Támesis, y bajo el liderazgo de Siegfried, se acercaron a Flandes y devastaron la región situada entre el río Escalda y el río Somme, estableciendo su base en Courtrai.
Carlos el Gordo, que se convirtió en rey de Francia Occidental tras la muerte de Carlomagno, recibió los juramentos de sus nuevos súbditos en Ponthion en junio de 885 y ordenó una expedición conjunta de los francos de Neustria y Lotaringia contra los vikingos de Lovaina, que fracasó. El rey Carlos se vio forzado a negociar con los caudillos Godfried y Siegfried. Godfried decidió quedarse, pero Siegfried recibió un danegeld de 2000 libras en plata y oro y partió hacia el norte con 200 barcos.
Los daneses deciden emprender una gran expedición contra Francia Occidental. Un gran ejército se reunió en Rouen en julio de 885, bajo el mando de Siegfried. Su fuerza se estima en 30.000 hombres y 700 barcos, una cifra significativa para la época, que sin duda hay que poner en perspectiva. Remontó el río Sena hacia París pasando por Pont-de-l'Arche y Pontoise, cuyas fortificaciones fueron arrasadas.
Una de sus primeras escalas después de pasar por Tournai fue en Condé-sur-l'Escaut, donde decidieron establecer allí un asentamiento. Siegfried confió su defensa a Rollo. Esa confianza quedó claramente justificada por la derrota del conde de Hainaut por parte de Rollo. En 885 invitó a Rollo a acompañarlo en el río Sena para sitiar París. Siegfried fue asesinado más tarde en 887, y desde entonces Rollo se mantuvo sin alianzas hasta obtener Normandía.
Existe la teoría que Siegfried es el mismo caudillo que junto a otro llamado Gotfried, lideraron el ejército vikingo durante la batalla de Lovaina, según los Anales de Fulda perecieron ambos en el campo de batalla en septiembre de 891.

## Herencia
Siegfried tuvo una hija, Thyra, que pudo haber estado bajo la protección de Rollo. Más tarde se casó con Roricon el Danés, uno de los barones de Rollo.